# Cercyon
Cercyon är ett släkte av skalbaggar som beskrevs av Leach 1817. Cercyon ingår i familjen palpbaggar.

## Dottertaxa tillCercyon, i alfabetisk ordning[1][2]
- Cercyon adumbratus
- Cercyon aequatus
- Cercyon analis
- Cercyon arizonicus
- Cercyon assecla
- Cercyon bifenestratus
- Cercyon borealis
- Cercyon castaneipennis
- Cercyon cinctus
- Cercyon connivens
- Cercyon convexiusculus
- Cercyon crocatus
- Cercyon depressus
- Cercyon emarginatus
- Cercyon erraticus
- Cercyon fimbriatus
- Cercyon floridanus
- Cercyon granarius
- Cercyon haemorrhoidalis
- Cercyon herceus
- Cercyon impressus
- Cercyon indistinctus
- Cercyon integer
- Cercyon kulzeri
- Cercyon laminatus
- Cercyon lateralis
- Cercyon limbatus
- Cercyon littoralis
- Cercyon luniger
- Cercyon marinus
- Cercyon matthewsi
- Cercyon melanocephalus
- Cercyon mellipes
- Cercyon mendax
- Cercyon mexicanus
- Cercyon miniusculus
- Cercyon nevadanus
- Cercyon nigriceps
- Cercyon obsoletus
- Cercyon ocallatus
- Cercyon praetextatus
- Cercyon pygmaeus
- Cercyon quisquilius
- Cercyon roseni
- Cercyon spathifer
- Cercyon sternalis
- Cercyon terminatus
- Cercyon tolfino
- Cercyon tristis
- Cercyon unipunctatus
- Cercyon ustulatus
- Cercyon variegatus
- Cercyon versicolor